# NGC 741
NGC 741 je galaxie v souhvězdí Ryb. Její zdánlivá jasnost je 11,3m a úhlová velikost 3,0′ × 2,9′. Je vzdálená 251 milionů světelných let, průměr má 220.000 světelných let. Galaxii objevil 13. března 1784 William Herschel.  16. listopadu 1897 objekt pozoroval Lewis A. Swift, jehož pozorování bylo duplicitně zařazeno do Index Catalogue, dodatku katalogu NGC, jako IC 1751.
NGC 741 s galaxií NGC 742 tvoří interagující dvojici galaxií. NGC 751 je členem skupiny galaxií zahrnující dále NGC 742 a PGC 7250. 